# میشل بوتس
میشل بوتس  (به انگلیسی: Michelle Botes؛ ۱۲ اکتبر ۱۹۶۲ – ۲۱ دسامبر ۲۰۲۴) بازیگر، مدرس زبان، طراح و رایحه‌درمانگر اهل آفریقای جنوبی بود.
بوتس در ۲۱ دسامبر ۲۰۲۴، در سن ۶۲ سالگی درگذشت.